# Ekonomie zdravotnictví
Ekonomie zdravotnictví je odvětví ekonomie zabývající se otázkami souvisejícími s účinností, efektivitou, hodnotou a chováním při poskytování služeb a využívání zdraví a zdravotnictví. Ekonomie zdravotnictví je významná pro zlepšování zdraví a životního stylu populace díky komunikaci mezi jednotlivci a poskytovateli zdravotní péče. Zároveň se snaží optimalizovat náklady a zpřístupnit zdravotní péči co nejvíce lidem.
Sektor zdravotnictví zahrnuje poskytovatele zdravotní péče jako jsou nemocnice nebo soukromé kliniky, farmaceutické firmy nebo firmy vyrábějící zdravotnické vybavení a zdravotní pojišťovny. Trh zdravotnictví je specifický ve čtyřech ohledech: rozsah zapojení orgánů státní moci, velká nejistota na všech úrovních zdravotní péče od náhodnosti zdravotního stavu jedince, po účinnost jednotlivých léčiv, velký rozdíl mezi poskytovali zdravotní péče, doktory a jejími spotřebiteli, pacienty a externality.

## Náplň studia
Ekonomové zdravotnictví studují trh se zdravím. Na něm se vyskytují objekty, studované vztahy mezi objekty a další otázky směřující k danému trhu.

### Objekty na trhu zdraví
- Lékaři a další poskytovatele zdravotní péče jako například zdravotní sestry, zubaři nebo terapeuti
- Pacienti figurující jako spotřebitelé
- Zboží související se zdravím: Operace, preventivní péče, diagnostika, léky apod.
- Nemocnice a jiné zařízení jako například pečovatelské domy nebo porodnice
- Pojišťovny [4]

### Otázky studia ekonomie zdraví
- Pracují doktoři více aby zvýšili svůj příjem?
- Jak je zaměstnanost spojená s četností infarktů?
- Je vyšší spoluúčast na platbách za zdravotní služby spojená s využívání zdravotních služeb pacientem?[4]

Ekonomové zdravotnictví zároveň analyzují, jaký vliv mají různé politiky na trh zdraví.
Základním předpokladem trhu zdraví, co se týče spotřebitelů je, že jedinec na trhu se snaží maximalizovat svůj užitek, který je funkcí zdraví a dalších statků a služeb, které využívá. Poskytovatele služeb na trhu zdraví se nesnaží maximalizovat zisky, nýbrž minimalizovat náklady a zároveň maximalizovat kvalitu poskytovaného zboží a služeb.

### Faktory ovlivňující zdraví
Mezi faktory, které ovlivňují zdraví jedince a populace řadíme:
- Lékařská péče (např. preventivní prohlídky, léčba apod.)
- Životní styl a chování (např. stravování, pohyb, kouření nebo pití alkoholu)
- Prostředí (např. znečištění ovzduší nebo vody)
- Zdravotní charakter (např. věk, pohlaví nebo genetické predispozice)

###### Vztah mezi zdravím a bohatstvím
Ekonomové ve zdravotnictví studují, jaký je vztah mezi bohatstvím a zdravím jedince a jaký na sebe tyto dvě proměnné mají vliv.  Jedná se o jeden z faktorů ovlivňující zdraví jedince, v otázce ekonomie zdravotnictví je však důležité jej zohledňovat v návaznosti na zdanění, pojištění a vládní politiky. Předpokládá se, že člověk s větším příjmem a majetkem má lepší předpoklady pro vyšší úroveň zdraví a to z důvodu snáze dosažitelného zdravotního stylu, sestávajícího z kvalitních potravin a více pohybu a snazší dostupnosti zdravotní péče a medikamentů. Z dalších důvodů, které mohou přispívat ke zdraví movitějších jedinců je vyšší vzdělanost ohledně udržování zdraví a bezpečnější prostředí pro práci i pro život. V opačném směru může mít špatné zdraví vliv na bohatství například z důvodu snížení příjmu jedince kvůli nemožnosti pracovat. 

###### Měření úrovně zdravotnictví a zdraví
Na úrovni populace je měření zdravotnictví možné pomocí několika metrik. Jedná se například o porodnost, četnost chronických onemocnění, předpokládaná naděje dožití nebo úmrtnost kojenců. Na úrovni jednotlivců je rozšířená metrika QALY (Quality-adjusted life year), která mezi sebou násobí čas strávený v nějakém zdravotním stavu a jeho užitné skóre, kdy 1 se rovná dokonale zdravý člověk a 0 se rovná smrt. Tato metrika je však vysoce subjektivní a za to je také kritizována.

## Role vlády ve zdravotnictví
K ospravedlnění účasti vlády na financování, poskytování a regulaci zdravotní péče existují dva důvody. Prvním je tržní selhaní a druhým je existence nerovnosti. Trh se z důvodů uvedených níže chová odlišně od trhů dokonalé konkurence a zásah státní orgánů je tedy žádoucí.

### Tržní selhání

#### Nedokonalá informovanost mezi spotřebiteli
Pacient jako spotřebitel zdravotní péče „kupuje“ znalosti a informace, kterými disponuje lékař. Jelikož pacient nemá k dispozici potřebné vzdělání, veškerou zodpovědnost za své zdraví přenechává na lékařích a jejich úsudku. Z toho důvodu je důležitá role státu jakožto orgánu nastavující nutné podmínky pro doktory a jakožto regulátora trhu léků. Dostatečná informovanost chybí i mezi pojišťovnami, které rovněž musejí spoléhat na poskytovatele zdravotní péče. Zároveň takto dochází k selhávání mechanismu cenové tvorby, neboť je nemožné znát opravdovou cenu zákroku, alespoň ze strany spotřebitele.

#### Omezená konkurence
Posouvání ceny je v rámci zdravotní péče velmi omezené a projevuje se jinak než na ostatních trzích. Nízká cena vyvolává ve spotřebiteli podezření a poptávku snižuje. Zároveň je nabídka služeb velmi různorodá a porovnání jejich cen tak není přímočaré. Mezi nemocničními zařízeními je snížená konkurence, neboť jich v menších obcích a krajích není mnoho a v případě potřeby akutní pomoci si pacient nemá čas a kapacitu vybírat čí služby je nejvýhodnější využít. 

#### Nepřítomnost motivu vytváření zisku
Cílem poskytování zdravotní péče není maximalizace zisku, nýbrž maximalizace kvality. Nemocniční zařízení získávají finance prostřednictvím státu a pojišťoven, kdy cena za zákroky (v České republice) většinou odpovídá centrálně stanovené úhradové vyhlášce ministerstva zdravotnictví. Součástí zdravotnictví jsou i soukromé nemocnice, které mohou mít větší motivaci k vytváření zisku.

### Příjmová nerovnost
Je obecně rozšířeným názorem a přesvědčením, že každý, nezávisle na svém příjmu, by měl mít přístup k přiměřené zdravotní péči. Nevýhody nedostatku zdraví lidí plynou pro celou populaci např. kvůli nižší výkonnosti ekonomiky. V otázce poskytnutí zdravotní péče by měly být rozhodující jiné faktory než bohatství, jako věk nebo pravděpodobnost úspěšnosti zákroku. Tento názor, zastávající myšlenku existence statků, jejichž dostupnost by se neměla odvíjet od příjmu jednotlivce, se nazývá specifický egalitarismus.

## Financování zdravotnictví
V České republice je zdravotnictví financováno převážně z veřejných zdrojů, zhruba z 80 %. Největší podíl z této části tvoří platby z tzv. veřejného zdravotního pojištění, které je v České republice povinné a přímo závislé na příjmu (nikoliv např. na životním stylu a chování dané osoby), nejedná se tak o pojištění, ale o daň. Dále je na zdravotnictví přispíváno ze státního rozpočtu a z krajských a obecních rozpočtů (opět formou zdanění). Zbylou část tvoří výdaje domácností, převážně za zdravotnický materiál a léčiva a soukromého sektoru jako je například závodní preventivní péče či neziskové instituce jako Červený kříž. V roce 2019 byly celkové výdaje ve zdravotnictví rovny 477,7 mld. Kč. Největší část výdajů tvoří dlouhodobě léčebná péče a to zhruba 40 %. Zároveň jde většina financí rovnou nemocnicím (cca 40 %) a ambulancím (cca 21 %), jako jsou ordinace lékařů či zubařů.
V ostatních státech světa funguje financování jinými způsoby. Může se jednat o kombinovaný přístup, kdy je část příjmů zdravotnictví získávána z veřejných zdrojů a část ze soukromých. Placení zdravotního pojištění zároveň může být dobrovolné a s malou či žádnou spoluúčastí státu. Tento systém funguje např. v USA, kde však existují konkrétní programy snažící se pomoci nízkopříjmovým vrstvám skrze programy Medicare, určeného seniorům ve věku přes 65 let a postiženým lidem a Medicaid, určeného převážně pro matky samoživitelky, jejich děti a obecně děti a těhotné ženy z chudých poměrů.